# دييغو رييس مونيوث
دييغو رييس مونيوث (بالإسبانية: Diego Reyes Muñoz)‏ (21 يوليو 1979 في إسبانيا - ) هو لاعب كرة قدم إسباني في مركز الدفاع. لعب مع خيمناستيك طركونة وريال بيتيس ونادي سالامانكا ونادي سبتة ونادي قادش ونادي قرطبة ونادي كاستييون وريال بيتيس بي ونادي سان فرناندو ‏.

## وصلات خارجية
- دييغو رييس مونيوث على موقع قاعدة بيانات كرة القدم.إي يو (الإنجليزية)
- دييغو رييس مونيوث على موقع Soccerway.com (الإنجليزية)